# 苟仲文
苟仲文（1957年6月26日—），甘肃省镇原县人。1974年3月参加工作。1976年4月加入中国共产党。1982年毕业于西北电讯工程学院（现西安电子科技大学）电子工程系电子对抗专业，获工学学士学位；1989年获西安电子科技大学工学硕士学位，在职研究生毕业，管理学博士，研究员级高级工程师。曾任中华人民共和国国家体育总局局长、中国奥林匹克委员会主席、中华全国体育总会主席。中共第十九届中央委员。第十三届、十四届全国政协委员。2024年5月30日，涉嫌严重违纪违法，接受中央纪委国家监委纪律审查和监察调查，12月被开除党籍和公职。

## 生平
曾任机电部29研究所工程师、二室副主任、主任、副所长，电子工业部29研究所副所长、党委委员，电子工业部科技与质量监督司副司长，计算机与微电子发展研究中心主任、党委副书记、党委书记。
2000年10月，任中国电子信息产业发展研究院院长。
2002年3月，任信息产业部副部长。
2008年4月，任北京市人民政府副市长。
2013年7月，晋升中共北京市委常委，同年8月兼任市委教工委书记、中关村管委会党组书记。
2016年5月，任中共北京市委专职副书记，接替落马的吕锡文。
2016年10月，调任国家体育总局局长、中国奥委会主席、中华全国体育总会主席、北京2022年冬奥会和冬残奥会组织委员会执行主席。
2017年7月8日，苟仲文当选为中共十九大代表。10月24日，苟仲文当选为中共第十九届中央委员。
2021年7月14日，东京奥运会中国体育代表团在北京成立，国家体育总局局长苟仲文担任团长，他在代表团工作会议上公布参赛目标，确保在金牌榜和奖牌榜上保持在第一序列、确保不发生兴奋剂事件及赛风赛纪问题、确保代表团不发生疫情传播。
2022年7月19日，苟仲文当选中共二十大代表。7月29日，国家体育总局“总局领导”栏目近日进行更新，据最新名单显示，高志丹已任国家体育总局局长、党组书记，苟仲文不再担任。8月3日，国务院任免国家工作人员，苟仲文因年满65岁，被免去国家体育总局局长职务，退居二线。
2022年8月24日，被增补为第十三届全国政协委员、全国政协民族和宗教委员会副主任。
2023年1月，苟仲文当选第十四届全国政协委员。
2023年3月，苟仲文在全国政协十四届一次会议上当选第十四届全国政协常委、民族和宗教委员会副主任。
2024年5月30日，涉嫌严重违纪违法，接受中央纪委国家监委纪律审查和监察调查。6月6日，全国政协十四届常委会第七次会议决定免去其第十四届全国政协常委、民族和宗教委员会副主任职务，撤销其委员资格。
2024年12月12日，经中共中央批准，中央纪委和国家监委发布公告，给予苟仲文开除党籍、开除公职处分。
2024年12月19日，最高人民检察院发布公告，決定以涉嫌受贿罪、滥用职权罪对苟仲文作出逮捕决定。
2025年5月，苟仲文涉嫌受贿、滥用职权一案，由国家监察委员会调查终结，经最高人民检察院指定，由江苏省盐城市人民检察院向盐城市中级人民法院提起公诉。起诉书显示，苟仲文受贿“数额特别巨大”，滥用职权“情节特别严重”。

## 争议
2015年10月19日，他亲自以中共北京市教育工委书记身份，去北京大学上思想政治理论课。在执掌北京市教育系统之后，力主推进取消“择校生”，推动小学、初中“就近入学”。其中取消“共建”，被认为是力度最大的一条。过去，国家部委、央企等强势部门都会通过单位赞助钱或物的方式，和一两所优质中小学签订“共建”协议，以此保障职工子女优先入学，这一做法因有违教育公平广被诟病。但此举也导致对苟仲文的不满声音开始出现，屡有言论指其“外行领导内行”。如在北京推行的中招新政，就有不少家长不满，称违反公平正义原则，“毁了这一届孩子”。
2017年，时任国家体育总局局长的苟仲文，干预主导了中国足球协会超级联赛U23球员出场和转会新政策。同年又引发了备受争议的中国国家乒乓球队总教练劉國梁下课、国家乒乓队队员和教练罢赛事件，有网友戏称其为“狗局长”，批评苟仲文“不懂体育、瞎指挥”，甚至有呼声要求苟应引咎辞职。据法国国际广播电台中文网报道，有传言指国家体育总局局长苟仲文和副局长蔡振华“不和”，体育总局调换刘国梁、整改国乒教练员队伍，最终目标是现任中国足协主席、体育总局唯一的中央候补委员蔡振华，因为蔡振华曾任中国男乒总教练，而刘国梁和孔令辉是他的“左膀右臂”，孔令辉之前刚受到新加坡赌场追债事件的负面牵连。法广中文网分析称，中共十九大给国家体育总局只有一个中央委员名额，苟仲文的主要竞争对手就是蔡振华。7月8日，公布国家机关的中共十九大代表名单，苟仲文当选，蔡振华未进入名单。
《足球报》6月26日报道称，前跆拳道奥运冠军陈中的教练陈立人，或将转入到中国足协，具体职位是女足领队或是教练尚未明确。得知这一消息，黄健翔发表评论称：“中国足协的掌门人位置上曾经坐过主管水上项目的和打乒乓球出身的……现在来个跆拳道教练管女足，八成是更高的领导听说伊布练过跆拳道吧。”
但是在2020年东京奥运会中，中国代表团取得了38枚金牌的历史第二、海外第一好的成绩，在2022年北京冬奥会中取得中国历届最好成绩，令大众对其风评有所改善。

## 荣誉
- 奥林匹克银质勋章（国际奥委会，2022年2月21日于北京颁发[33]）

## 家庭
父亲名为苟崇廉，曾在甘肃银行系统任职，1986年任中国农业银行甘肃分行金融研究所所长，1992年退休。
苟仲文有一个兄弟叫苟仲武，在甘肃成立过电子信息相关企业。2009年，苟仲武在北京开始经营多家企业，主要是餐饮业。苟仲武曾67次担任企业法人，4次作为股东，48次作为企业高管，旗下拥有2家注册资金超一千万的企业：北京牛魔王餐饮连锁有限公司和兰州珍满楼餐饮连锁有限公司。